# 14-18: Amore e furore
14-18: Amore e furore è un documentario del 2008 sulla prima guerra mondiale realizzato dal regista e giornalista francese Jean-François Delassus, con la partecipazione della rete televisiva France 2.
Il documentario si sviluppa intorno alla figura di un soldato francese che non comparirà mai sullo schermo e narra le vicende di come, motivato dal nazionalismo e dalla brama di eroismo, si arruola volontario e diventerà testimone dei successivi quattro anni di atrocità e morte.

## Trama
A seguito dell'assassinio dell'arciduca Francesco Ferdinando d'Asburgo-Este e sua moglie Sofia, le potenze europee si trovarono una ad una invischiate in una guerra a seguito delle alleanze firmate nella Triplice alleanza e nella Triplice intesa. Il giovane francese protagonista del film narra le vicende con cui lui e il suo compagno Léon si trovarono ad affrontare l'esercito tedesco con un vecchio equipaggiamento e senza che il proprio fosse pronto per la guerra. La Francia usciva pesantemente sconfitta dalle guerre prussiane: la nazione era demoralizzata e si ritrovava finanziariamente in serie difficoltà a causa dell'Alsazia e della Lorena, nevralgici centri industriali che vennero ceduti al Reich tedesco, come pagamento di guerra.
Durante i primi anni del novecento, il narratore racconta il rafforzamento del nazionalismo e di come i bambini venivano istruiti fin dalle elementari a considerare i loro coetanei dell'Alsazia e Lorena come fratelli da liberare e considerare il popolo tedesco come un oppressore su cui prendersi la rivincita. L'Austria veniva vista come uno stato vecchio, manipolato dalla Germania a sua insaputa, mentre la Serbia, come burattino consapevole del gigante russo. Allo scoppio delle ostilità l'esercito tedesco prese rapidamente il Belgio ed entrò in Francia eludendo il sistema difensivo francese: viene sottolineata la resistenza belga, che seppe porre resistenza seppur con mezzi inferiori al nemico.
A seguito dell'invasione del Belgio, il Regno Unito entrò in guerra contro la Germania ed iniziarono i duelli d'artiglieria e la guerra di trincea che, sottolinea il protagonista, era studiata per essere rapida ed efficace, ma in realtà nessuna delle due parti avrebbe mai potuto prevalere, perché nonostante le linee fossero scavate vicino a quelle nemiche, le due parti continuavano a scavarne di nuove nelle retrovie, rendendo nullo il vantaggio territoriale conquistato da una linea.
Prima della battaglia di Verdun, Leon si separa dal compagno per combattere contro l'Austria a fianco degli italiani sulle Alpi, e tramite la corrispondenza racconta di come gli eserciti avevano costruito rifugi, ponti, gallerie sotterranee e trincee nel ghiaccio. Il protagonista si sente come perso senza l'amico e inizia una fitta corrispondenza con sua moglie e Leon, confidando gli stati d'animo e tutte le atrocità incontrate. I paesaggi devastati dai bombardamenti, l'uso dei gas, i video di propaganda che entrambe le parti rilasciavano al loro popolo, le defezioni e i plotoni d'esecuzione del 1917 e le incompetenze dei generali, che lontano dai campi di battaglia, sacrificavano i loro uomini procedendo a tentativi considerandoli come mera quantità.
Vengono infine esposte le fasi finali della guerra, in cui la Russia si ritirò dal conflitto a seguito della rivoluzione d'ottobre e del trattato di Brest-Litovsk e dell'entrata in guerra degli Stati Uniti d'America. Il morale della nazione francese viene rappresentato come risvegliato dopo la battaglia della Marna: si intravedeva la vittoria e morire per la patria era considerato un dovere, in quella che pareva essere l'ultima guerra di sempre, una guerra per non avere più guerre. Il documentario si conclude con la resa tedesca e con la morte di alcuni soldati di cavalleria, colpiti ingiustamente da un colpo d'artiglieria a guerra finita.

## Stile
Il documentario descrive la prima guerra mondiale attraverso le narrazioni di un soldato che, parlando con voce fuori campo, introduce il flusso di filmati e immagini d'epoca, colorati con tecniche di restauro digitale. Il narratore e gli altri protagonisti non compaiono mai sullo schermo, sottolineando la drammaticità della situazione e di come uomini comuni sono stati trascinati in guerra senza rendersene conto e senza saper dare una risposta a tale evento. Il grande numero di morti e la furia degli eventi lasciano il protagonista pieno di angoscia e dubbi sull'utilità di tale conflitto e delle sue motivazioni.